# Neastacilla magellanica
Neastacilla magellanica là một loài chân đều trong họ Arcturidae. Loài này được Ohlin miêu tả khoa học năm 1901.